# أنطونيو كاناداس
أنطونيو كاناداس زاباتا (بالإسبانية: Antonio Cañadas Zapata)‏ (من مواليد 13 يونيو 1979 في سان خافيير، مورسيا) هو لاعب كرة قدم إسباني، يلعب في نادي قرطاجنة في مركز خط الوسط.

## وصلات خارجية
- أنطونيو كاناداس على موقع قاعدة بيانات كرة القدم.إي يو (الإنجليزية)
- أنطونيو كاناداس على موقع Soccerway.com (الإنجليزية)

- Alcoyano official profile[وصلة مكسورة] (بالإسبانية)
- BDFutbol profile
- Futbolme profile (بالإسبانية)
- Transfermarkt profile